# Christoph Hagen Dittmann
Christoph Hagen Dittmann (* 1965 in Bremen) ist ein deutscher Schauspieler.

## Biografie
Dittmann absolvierte seine Ausbildung von 1990 bis 1993 am Ernst-Waldau-Theater in Bremen und am Studio 033 in Hamburg. Bekannt wurde er vorrangig durch Gastauftritte in deutschen Film- und Fernsehproduktionen, beispielsweise den Serien Im Namen des Gesetzes, Die Cleveren oder Tatort-Episoden sowie durch seine größere Rolle als „Fred Junghans“ in Berlin, Berlin.
Für das Kino drehte er die Hui-Buh-Verfilmung unter Regie von Sebastian Niemann oder Das merkwürdige Verhalten geschlechtsreifer Großstädter zur Paarungszeit. In dem Fernsehkatastrophenfilm Tsunami war er zudem als „Torben“ zu sehen. Mit dem Kabarett-Duo „Missfits“ wirkte er im Sechsteiler Der Tod ist kein Beinbruch mit.

## Filmografie (Auswahl)
- 1998: Das merkwürdige Verhalten geschlechtsreifer Großstädter zur Paarungszeit
- 1999: Ritas Welt (Folge Gisis Lover)
- 1999: Im Namen des Gesetzes – Doppelmord
- 2001: Tatort – Kalte Wut
- 2002: Mit dem Rücken zur Wand
- 2002: Das Duo – Tod am Strand
- 2002: Tatort – Lastrumer Mischung
- 2002–2005: Berlin, Berlin (durchgehende Rolle als Fred „Fatman“ Junghans)
- 2003: Broti & Pacek – Irgendwas ist immer
- 2003: Der Tod ist kein Beinbruch (6 Folgen als Luggi)
- 2004: Die Pfefferkörner (Folge Ein Bodyguard für Panda)
- 2004: Der Bulle von Tölz: Das Wunder von Wemperding
- 2004: Mit deinen Augen
- 2005: Siebenstein: Rudi, der Schwächlingstrainer
- 2005: Tsunami
- 2006: Hui Buh – Das Schlossgespenst
- 2007: Adelheid und ihre Mörder (Fernsehserie, Mord auf höchster Ebene)
- 2007: Freundschaft mit Herz: Tanz des Lebens
- 2008: Doctor’s Diary – Männer sind die beste Medizin
- 2008: Löwenzahn: Schiffe – Spuk an Bord
- 2008: Der Sushi-Baron – Dicke Freunde in Tokio
- 2008: Zwillingsküsse schmecken besser
- 2009: Dora Heldt: Urlaub mit Papa
- 2009: John Rabe
- 2012–2017: Alles Klara (als Tom Ollenhauer)
- 2012: Dora Heldt: Kein Wort zu Papa
- 2013–2015: Kripo Holstein – Mord und Meer
- 2013: Hammer & Sichl
- 2016: Um Himmels Willen (Folge 196, Junggesellenabschied)
- 2018: Nord Nord Mord – Sievers und die Frau im Zug
- 2019: Heldt – Gehackt
- 2019: Check Check – Der Investor